# 1521
Cette page concerne l'année 1521  du calendrier julien. Pour l'année 1521 av. J.-C., voir 1521 av. J.-C.
L'année 1521 est une année commune qui commence un mardi.

## Événements
- 24 janvier : découverte de Puka Puka, atoll de l'archipel des Tuamotu par Fernand de Magellan, explorateur portugais naviguant pour le compte de l’Espagne[1].
- 29 janvier : Cuauhtémoc est intronisé tlatoani de l'empire aztèque[2].
- Février : arrivée à Pékin de l'ambassade de l'apothicaire portugais Tomé Pires ; mal reçu par les officiels de la cour, elle quitte la ville le 22 mai, et retourne à Canton le 22 septembre où Pires et ses compagnons sont jetés en prison[3].

- 6 février : la révolte du gouverneur mamelouk Janbirdi al-Ghazali en Syrie est écrasée à Qabun près de Damas par les Ottomans. Damas est mise à sac et la province de Syrie est réorganisée[4].

- 6 mars : Magellan découvre le premier les Mariannes (Islas de Ladrones)[5].
- 16-18 mars : Magellan débarque sur l'île d'Homonhon aux Philippines[5],[6].

- 7 avril : Magellan arrive à Cebu. Il convertit au catholicisme le roi de Cebu et de nombreux habitants (14 avril)[6].
- 27 avril : Magellan est tué avec six autres hommes de la flotte alors qu'il tente de mater le roi de Mactan qui refusait de reconnaître le roi chrétien de Cebu Humabon. L’expédition, commandée par João Lopes Carvalho, met à la voile pour essayer de rejoindre les Moluques[6].
- Avril, Mexique : le chef tlaxcalan Xicotencatl II entreprend de déserter après la mort de Maxixcatl, emporté par l’épidémie de variole (décembre 1520). Cortés le fait exécuter[7].
- 26 mai : début du siège de Tenochtitlan[8].

27 mai : début du règne de l'empereur Jiajing.

- 27 mai : début du règne de Ming Jiajing, empereur Ming de Chine (fin en 1567)[9].

- 13 août[2] : Hernán Cortés parvient à reprendre Tenochtitlan (Mexico), la capitale aztèque, après trois mois de siège, qui ont laissé la ville en ruines. Le Mexique devient la Nouvelle Espagne.
- 7 septembre, Chine : des affrontements navals ont lieu près de Tunmen, dans la région de Canton, entre Portugais et garde-côtes chinois[10]. Les Portugais sont défaits. Les Chinois interdisent leurs eaux aux bateaux portugais.
- 8 novembre : arrivée des Espagnols de Magellan aux Moluques. Ils sont bien accueillis par le sultan de Tidore, heureux de nouer des relations commerciales et de faire pièce aux Portugais. Les Espagnols chargent leurs cales de girofle et de muscade[6].

- Famine au Maroc[11].
- Khayr al-Din occupe Collo (Algérie)[12].
- Jean III de Portugal s’intéresse au Brésil et pratique une politique de monopole strict[13].

### Europe
- Crise agricole en Europe (1521-1522). Disettes[14]. Sècheresse et famine en Andalousie[15]. Famine en Castille. Année de la Grande Disette au Portugal[16].

- 3 janvier : bulle Decet Romanum Pontificem qui excommunie Martin Luther[17].
- 22 janvier : début du magistère de Philippe de Villiers de L'Isle-Adam, Grand Maître des chevaliers de Rhodes (fin en 1534)[18].
- Janvier : Gustav Vasa, à la tête d’une armée de paysans et de mineurs de Dalécarlie, déclenche une révolte en Suède et parvient à chasser les Danois du pays (fin en 1523)[19]. Au printemps, des combats ont lieu autour de Västerås et dans l’Uppland. Des bandes de paysans apparaissent aux alentours de Stockholm. Les nobles Smålandais se soulèvent à leur tour. Le lagman Nils Olofsson (sv) dirige la révolte dans le Värmland, Ture Jönsson (sv), dit Tre Rosor (« Trois Roses ») en Västergötland. Hans Brask, évêque de Linköping, rejoint Gustav Vasa, qui lui promet de garantir les privilèges de l’Église une fois devenu roi[20].
- 27 janvier-25 mai : diète de Worms[21].

- 11 mars, Portugal : ordonnances manuélines[22] ; uniformisation du statut des villes et révision de leurs franchises.

- 15 avril : la faculté de théologie de Paris condamne les thèses de Luther[23].

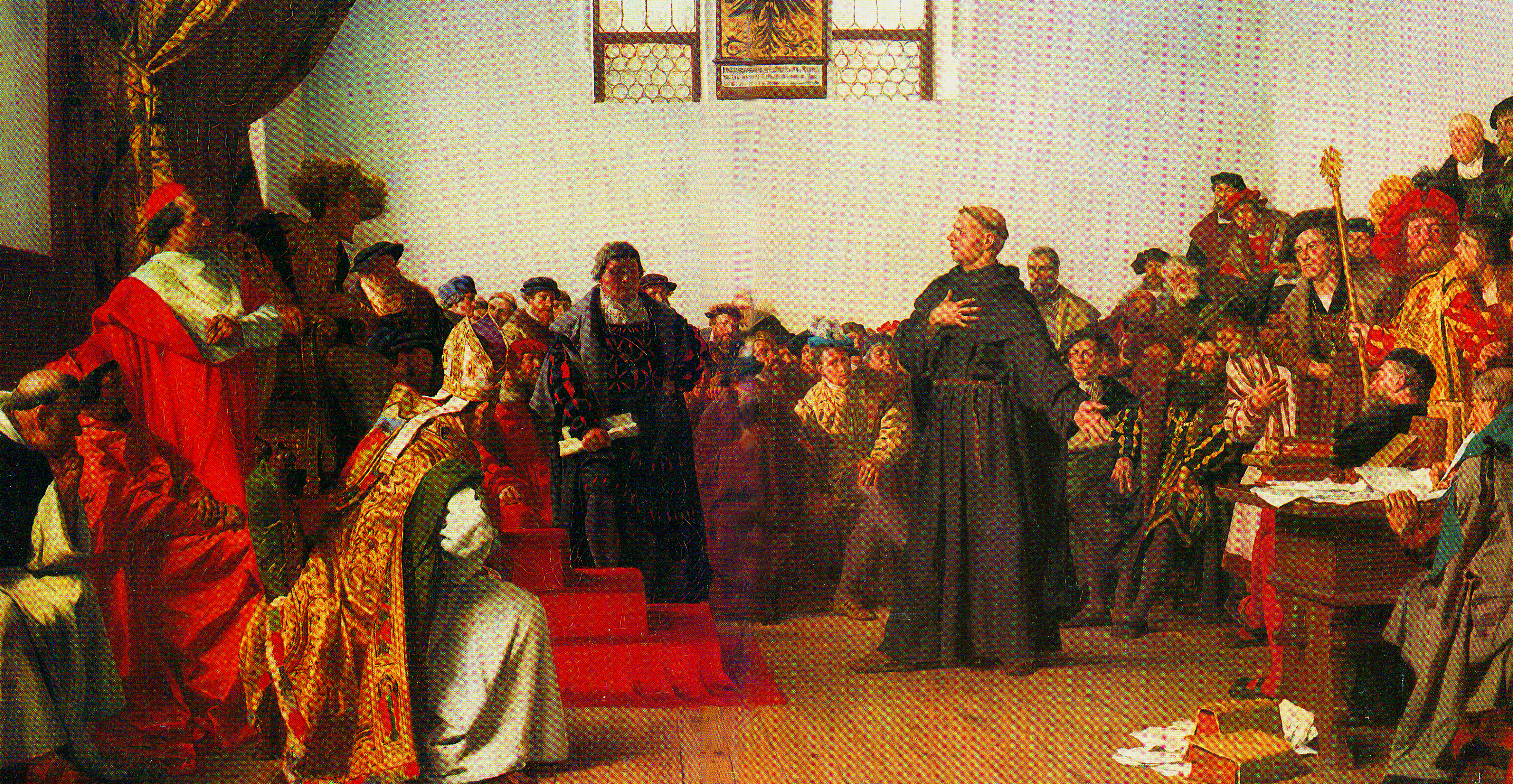
17 avril : Luther à Worms. Toile d'Anton von Werner, 1877

- 17 avril : Martin Luther, convoqué par l'empereur Charles Quint, comparaît devant la diète de Worms pour être jugé. Il refuse de rétracter sa doctrine[21]. Laissé libre, malgré sa condamnation par l'Église, il pourra poursuivre son activité réformatrice.

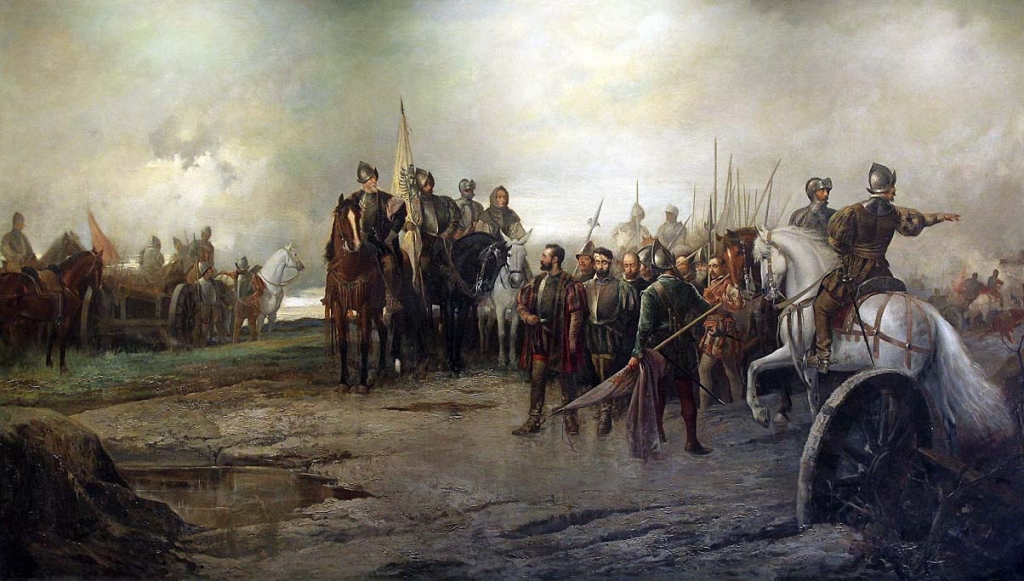
23 avril : bataille de Villalar

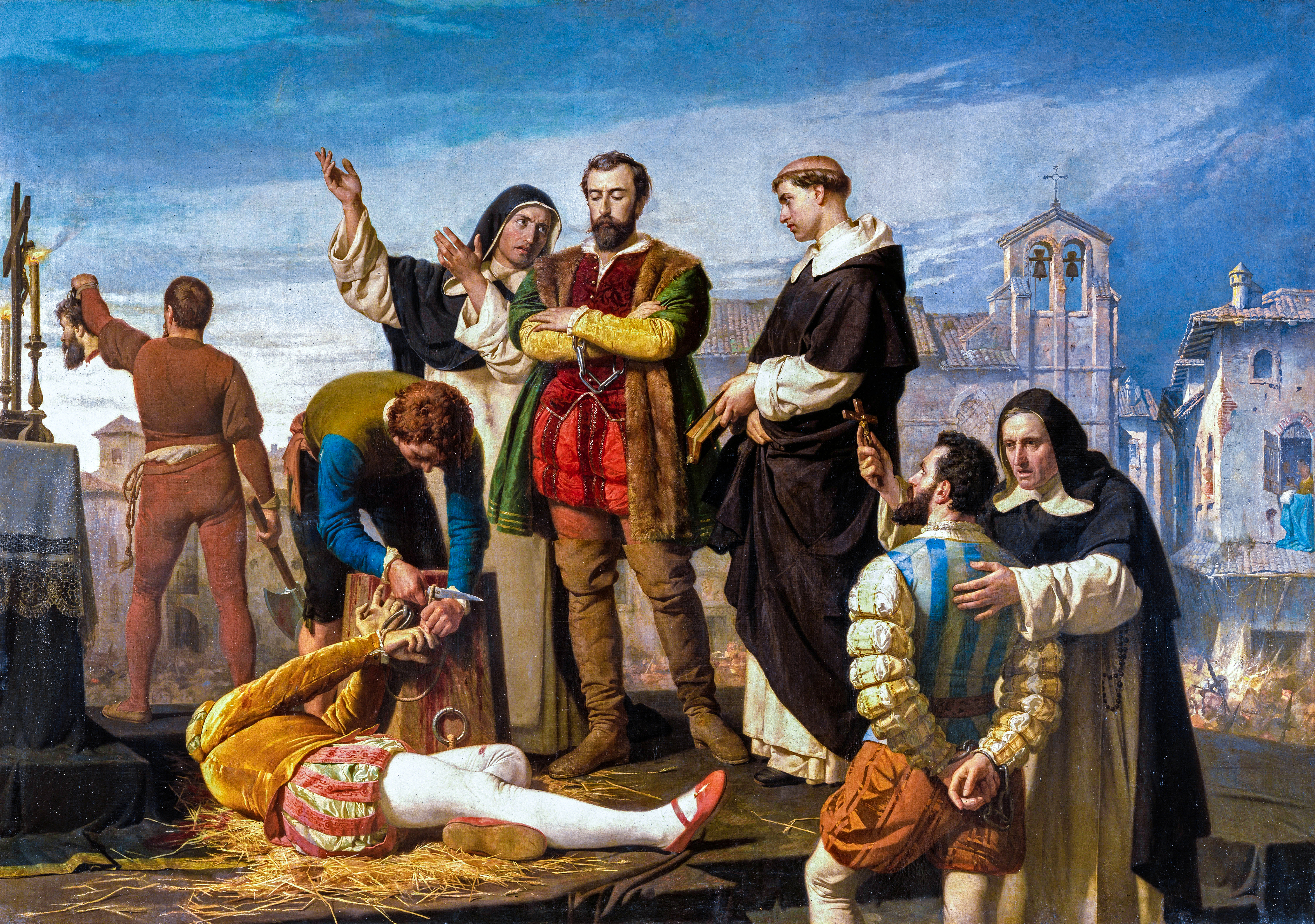
24 avril : Los Comuneros Padilla, Bravo y Maldonado en el Patíbulo, de Antonio Gisbert, 1860. Fondos del Congreso de los Diputados

- 23 avril : bataille de Villalar. La révolte des comuneros est écrasée en Castille. Juan de Padilla est décapité le lendemain[24].
- 28 avril : 
  - traité de Worms : Charles Quint place son frère cadet Ferdinand à la tête des États héréditaires des Habsbourg (Autriche, Styrie, Carinthie, Carniole). Ces dispositions sont complétées par le traité de Bruxelles en 1522 (Tyrol, Autriche antérieure, Wurtemberg)[25].
  - Mort sans enfants de Suzanne de Bourbon. François Ier réclame les biens apanagés (duchés d’Auvergne et de Montpensier)[26].

- 5 mai : renouvellement de l’alliance franco-suisse[27].
- 8 mai : traité entre le pape et l'empereur Charles Quint qui s'engage à favoriser le retour des Sforza à Milan et du doge à Gênes. En contrepartie il reçoit du pape la bulle d’investiture du royaume de Naples (3 juin)[28].
- 9 mai : tentative de reconquête de la Haute-Navarre par la Maison d'Albret.
- 19 mai : reconquête de Pampelune[29] (occupée par les Castillans depuis 1512) par l'armée d'Henri II, roi de Navarre. Début de la  guerre entre la France et l’Empire. Elle se déroule sur plusieurs fronts : Artois, Hainaut, Luxembourg, Italie, Roussillon et Navarre.
- 26 mai : 
  - l’édit de Worms met Martin Luther au ban de l’empire (la loi ne le protège plus, n’importe qui peut le tuer), ordonne la destruction de ses ouvrages, exige le retour au catholicisme et la restitution des biens de l’Église confisqués. Luther se retire au château de Wartbourg auprès de Frédéric de Saxe (1521-1522). Il y traduit les Évangiles en allemand[17].
  - Linz, Autriche : Ferdinand de Habsbourg, épouse Anne de Bohême (1503-1547), fille et héritière de Vladislas IV, roi de Bohême et de Hongrie et d'Anne de Foix[30].

- Mai : la peste est signalée à Oger, près de Châlons-sur-Marne, puis gagne la ville[31].
- 11 juin : l'armée navarraise échoue à s'emparer de Logroño et se retire après 17 jours de siège.
- 13 juin : le Parlement de Paris ordonne aux imprimeurs de soumettre toute leur production à l’examen des docteurs de la faculté de théologie de Paris[32].
- 30 juin : l'armée navarraise est écrasée par les troupes castillanes à la bataille de Noain[24].
- Juin :
  - Christian II de Danemark se rend aux Pays-Bas où il rencontre Erasme et le cardinal Thomas Wolsey. Fidèle au catholicisme jusqu’en 1523, il est partisan d’une réforme interne, sans rupture avec Rome[33].
  - Création du Cercle de Meaux : début de la Réforme en France[34].
- 5 juillet: la ville de Pampelune, privée de défenseurs, capitule et se livre aux troupes castillanes.
- 18 juillet : Germanías de Valence : Les Agermanats, dirigés par Jaime Ros, sont vaincus par le duc de Segorbe à Almenara[35].
- 22 juillet : Vicente Peris met en déroute le vice-roi de Valence à Gandia. Les Agermanats profitent de leur victoire pour ravager les terres des seigneurs et convertir de force les mudéjares qui y vivent. La Couronne, allié à la noblesse, écrase la rébellion en novembre[35].

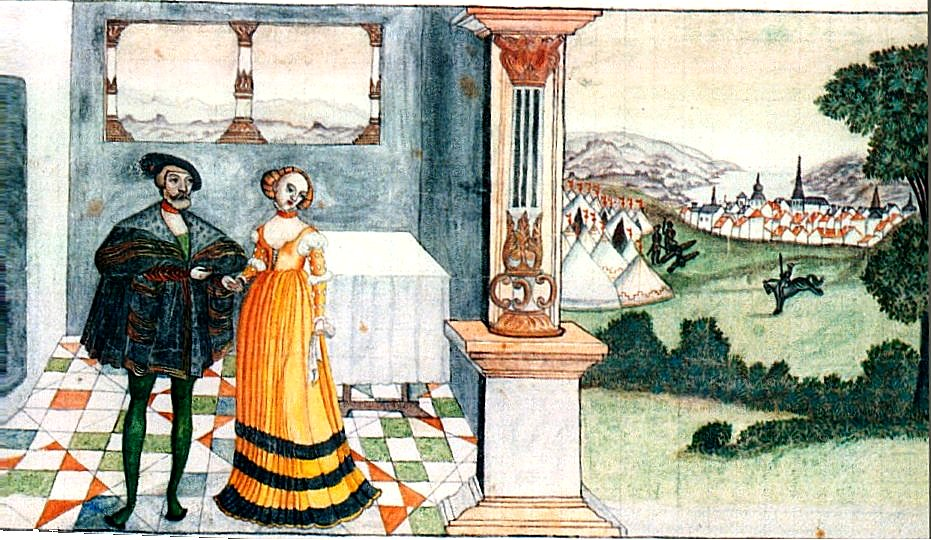
23 août : triomphe de Gustav Vasa

- 4 août : conférence de Calais entre les envoyés de la France, de l'empereur et du pape, présidée par le cardinal Wolsey[36].
- 13 août : la Champagne est envahie par les troupes impériales du comte de Nassau. Elles s'emparent de Mouzon[37].
- 20 août : les Agermanats sont battus par les troupes royales à Orihuela[38].
- 23 août : Gustav Vasa est élu Riksföreståndare (régent de Suède)[39].
- 29 août : le sultan ottoman Süleyman Ier prend la forteresse hongroise de Belgrade et Sabac[40].
- 31 août : début du siège de Mézières par les Impériaux[37]. Bayard parvient à ravitailler la ville le 23 septembre et Nassau doit lever le siège. Il se replie sur le Hainaut et saccage Aubenton[25].

- 1er septembre : édit censurant les livres protestants en Espagne. Les idées luthériennes sont condamnées par l'inquisiteur Adrien d'Utrecht[23].
- 5 septembre : retour de Christian II au Danemark. Il unifie les lois danoises[33].
- 15 septembre : début du règne de Teodosie de Valachie sous la régence de sa mère Despina Brankovic (fin le 7 janviet 1522)[41].
- 3 octobre : l'armée franco-navarraise de Bonnivet s'empare du Château d'Amaiur en Navarre.
- 19 octobre : siège victorieux des troupes franco-navarraises à Fontarrabie sur les Espagnols qui capitulent[25].
- 22 octobre : une armée impériale s’engage le long de l’Escaut, puis bat en retraite devant la réaction des Français près de Valenciennes[42].
- Octobre : Mircea, fils de Mihnea Ier tente de s’emparer du trône de Valachie avec l’aide de Mehmet Beg Mihaloglu, pacha de Nicopolis, mais est vaincu par le voïvode Radu V de la Afumaţi, fils de Radu le Grand[41].

- 23 novembre : Lautrec est chassé de Milan par les troupes de l’Empire soutenues par la population[43].
- 24 novembre : traité de Bruges. Henri VIII d'Angleterre prend parti pour Charles Quint[25].

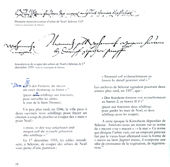
21 décembre : Sapin de Noël mentionné à Sélestat.

- 3 décembre : Charles Quint annexe Tournai[44].
- 13 décembre : mort à Lisbonne du roi Manuel Ier dit le Grand ou le Fortuné, auquel succède le 19 décembre[45] son fils Jean III (Dom João III), roi du Portugal jusqu'en 1557.
- 20 décembre : la circulation des livres luthériens est interdite à Vienne[46]. La Réforme atteint l’Autriche et la Hongrie.
  - Christoph Jörger, gouverneur de Basse-Autriche, se rallie aux théories de Luther, suivi par de nombreuses familles nobles d’Autriche, les Starhemberg, les Polheim, les Zinzendorf[47].
  - Le juriste hongrois Werböczi tente vainement de persuader Luther de se rétracter à la diète de Worms. Ensuite il fait exécuter quelques clercs hongrois luthériens. D’autres barons, comme le palatin Tamás Nádasdy, Péter Perényi, les Batthyány ou Bálint Török prennent sous leur protection des prédicateurs et les sauvent des persécutions.
  - Les thèses de Luther sont enseignées à l’université de Buda[48].
- 21 décembre : première mention écrite de l’arbre de Noël[Lequel ?] dans le livre de compte de Sélestat (Alsace) conservé à la Bibliothèque Humaniste de la ville. Il est question d'une dépense de 4 schillings pour payer des gardes-forestiers chargés de surveiller les arbres des forêts municipales… et une amende infligée à quiconque coupera lesdits sapins[49] !

- Vassili III de Russie annexe la principauté de Riazan. Muhammad Girey, khan de Crimée, écrase les moscovites, ravage les régions de Moscou, de Nijni Novgorod et de Riazan, impose un nouveau tribut, fait vendre de nombreux captifs comme esclaves à Caffa et intronise à Kazan Sahip Girey[50].

- L’émigration des nouveaux chrétiens (cristãos novos, juifs convertis au catholicisme) est de nouveau interdite au Portugal. L’interdiction sera reconfirmée en 1532, 1535, 1547, 1567 et 1573 pour des périodes allant de trois à dix ans. Suspendue en 1577, elle sera réactualisée en 1580 et 1587[51]. De nombreux marranes fuient cependant vers la Flandre, Londres ou l’Empire ottoman en passant par Lyon et Venise.
- Premières traces de la communauté marrane portugaise à Londres[52].
- Bohême : Thomas Münzer fonde la secte des anabaptistes[53]. Hostile à toute forme d’Église, ils s’opposent aussi aux autorités civiles et prônent la communauté de biens. Ils se prononcent contre le baptême des enfants et n’admettent que celui des adultes.
- Introduction de la Réforme à Rīga[54].

## Naissances en 1521
- 21 mars : Maurice de Saxe, duc de Saxe de 1541 à 1547, puis électeur de Saxe jusqu'à sa mort († 11 juillet 1553).

- 18 avril : François de Coligny d'Andelot, un des chefs du protestantisme français pendant les guerres de Religion († 13 mars 1569).
- 20 avril : Pontus de Tyard, ecclésiastique, écrivain et poète français, membre du cercle littéraire de la Pléiade († 23 septembre 1605).

- 8 mai : Pierre Canisius, un des premiers membres de la Compagnie de Jésus († 21 décembre 1597).

- 18 juin : Marie de Portugal, duchesse de Viseu infante du Portugal († 10 octobre 1577).

- 29 juillet : Augustinus Hunnaeus, théologien belge († septembre 1577).

- 19 août : Lodovico Guicciardini, écrivain italien, historien, géographe et mathématicien († 22 mars 1589).

- 3 septembre : Pomponio Allegri, peintre italien de l'école de Parme († ?).
- 29 septembre : Marcantonio Maffei, cardinal italien († 22 août 1583).

- 21 octobre : Lucio Sassi, cardinal italien († 29 février 1604).

- ? novembre : Christine de Danemark, fille de Christian II, roi de Danemark et d'Isabelle d'Autriche († 10 décembre 1590).

- 1er décembre : Takeda Shingen, un des principaux daimyō ayant combattu pour le contrôle du Japon durant l'époque Sengoku († 13 mai 1573).

- Date précise inconnue :
  - Ashina Moriuji, daimyo de l'époque Sengoku († 28 juillet 1580).
  - André Avellin, prêtre et saint catholique italien († 10 novembre 1608).
  - Antoine Ier d'Albon, archevêque d'Arles puis de Lyon († 24 septembre 1574).
  - René Benoît, religieux français († 1608).
  - Stefano Bonucci, cardinal italien († 2 janvier 1589).
  - Louise de Brézé, aristocrate française († janvier 1577).
  - Antoine Caron, maître verrier, illustrateur et peintre maniériste français de l’école de Fontainebleau († 1599).
  - Pierdonato Cesi, cardinal italien († 29 septembre 1586).
  - Gerolamo Chiavari, soixante-quatorzième doge de Gênes († 10 novembre 1556).
  - Dame Sanjō, japonaise de la période Sengoku, épouse du daimyo Takeda Shingen († 29 août 1570).
  - Gianpaolo Della Chiesa, cardinal italien († 11 janvier 1575).
  - Anne du Bourg, magistrat protestant français († 23 décembre 1559).
  - Richard Eden, historien, éditeur, traducteur et compilateur de récits de voyages anglais († 1576).
  - Vittoria Farnèse, noble dame parmesane († 13 septembre 1602).
  - Gilles de Gouberville, noble campagnard normand célèbre par son Journal († 7 mars 1578).
  - Hōzōin In'ei, moine bouddhiste japonais († 16 octobre 1607).
  - Indō Yoriyasu, samouraï de la période Sengoku et du début de l'époque d'Edo († 6 décembre 1606).
  - François III de La Rochefoucauld, prince de Marcillac, comte de Roucy, baron de Verteuil († 24 août 1572).
  - Fabio Licinio, graveur et peintre italien († 18 novembre 1565).
  - Valentin Mennher, mathématicien allemand († 9 août 1570).
  - Philippe de Monte, compositeur flamand († 4 juillet 1603).
  - Francesco Paciotto, architecte italien († 1591).
  - Marco Pino, peintre maniériste italien de l'école napolitaine († 1583).
  - Rokkaku Yoshikata, samouraï à la tête du clan Rokkaku durant l'époque Sengoku de l'histoire du Japon († 19 avril 1598).
  - Francesco Sansovino, écrivain italien († 1586).
  - Şehzade Mehmed, premier fils du sultan Soliman le Magnifique et Hürrem Sultan († 1543).
  - Girolamo Siciolante da Sermoneta, peintre maniériste italien († vers 1580).
  - Sue Harukata, vassal du clan Ōuchi durant l'époque Sengoku († 16 octobre 1555).
  - Cesare Vecellio, peintre italien († 1601).
  - Xu Wei, dramaturge et peintre chinois († 1593).
  - Thomas Wyatt le Jeune, homme d'armes anglais († 11 avril 1554).
- Vers 1521 :
  - Marc' Antonio Ceccaldi, historien et chroniqueur italien († 1561).
  - Richard Chancellor, navigateur et explorateur anglais († 10 novembre 1556).
  - Ioan II Voda, prince de Moldavie († 14 juin 1574).
  - Guillaume de Marillac, seigneur de Ferrières-en-Brie et administrateur français († 1573).

## Décès en 1521

Portrait assis de l'empereur Ming Wuzong.

- 27 avril : Fernand de Magellan, navigateur et explorateur portugais (° vers 1480).
- 10 mai : Sébastien Brant, humaniste et poète satirique allemand (° 1458).
- 18 mai : Guillaume de Croÿ, comte de Beaumont, seigneur de Revin et Fumay, grand bailli du Hainaut sous Philippe le Beau, gouverneur des Provinces du Nord pendant l'absence du duc de Bourgogne, chevalier de la Toison d'Or (1491), favori et conseiller intime de Charles Quint (° 1458).
- 21 juin : Leonardo Loredano, 75e doge de Venise, de 1501 à 1521 (° 16 novembre 1436).
- 25 juin : Cristoforo Caselli, peintre italien (° 1460).
- Avant le 29 juillet : Jean Bourdichon, peintre français (° 1457)[55].
- 20 août: Ming Wuzong, dixième empereur de la dynastie Ming.
- 27 août : Josquin des Prés, compositeur français, à Condé (Belgique) (° vers 1450).
- 1er décembre[25] : Léon X (Giovanni di Lorenzo de Médicis) (45 ans), fils de Laurent de Médicis, 217e pape de l'Église catholique (° 11 décembre 1475).
- 13 décembre : Manuel Ier de Portugal (° 31 mai 1469).
- Date précise inconnue :
  - Andrea Aloigi, peintre italien (° 1480).
  - Şehzade Mahmud, prince ottoman, fils de Soliman le Magnifique (° 1512).
  - Humabon, roi des Philippines.